# Orgilus frigidus
Orgilus frigidus är en stekelart som beskrevs av Muesebeck 1970. Orgilus frigidus ingår i släktet Orgilus och familjen bracksteklar. Inga underarter finns listade i Catalogue of Life.